# Zofia Anna Stos-Gale

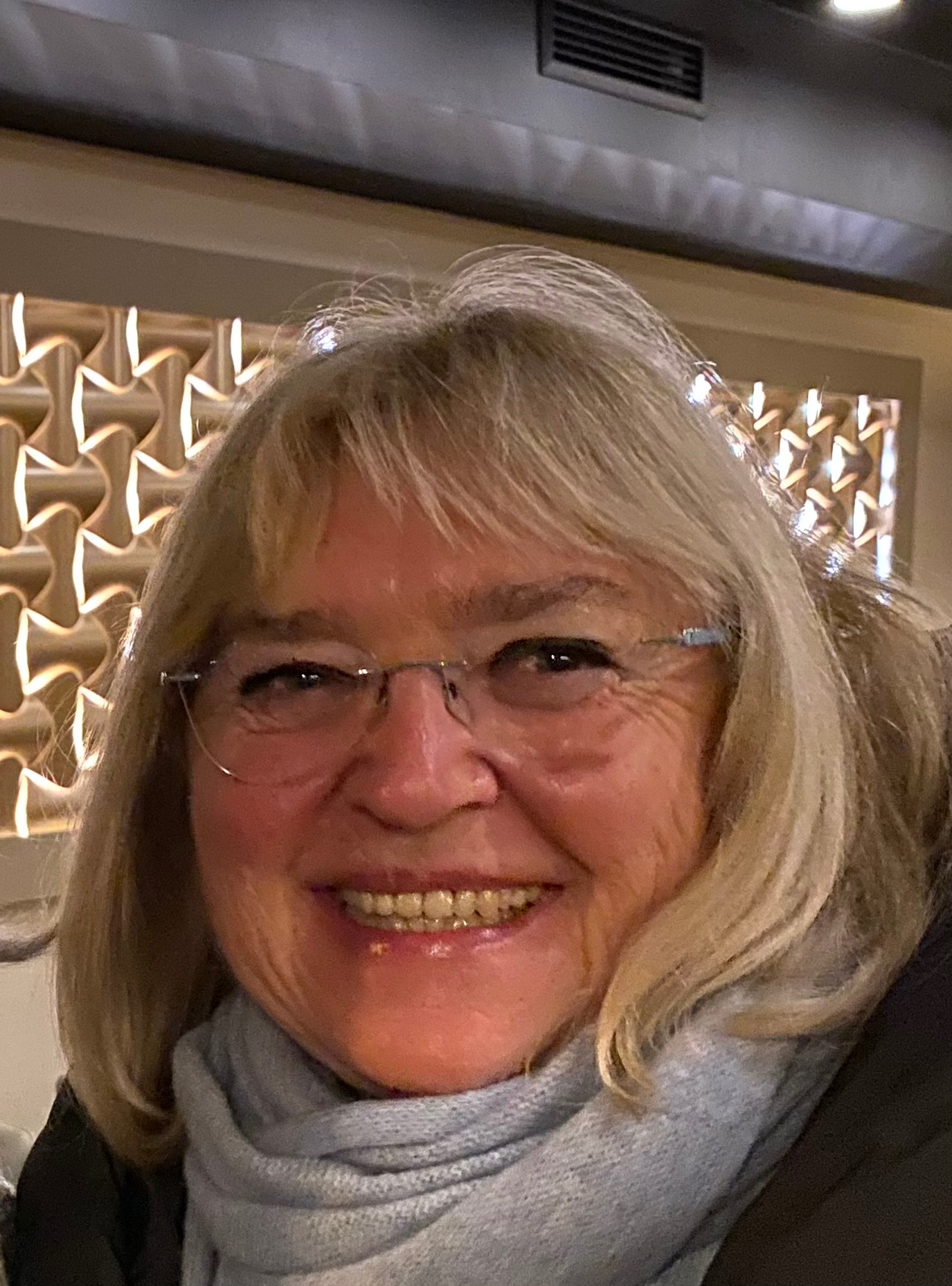
Zofia A. Stos-Gale, 2023

Zofia Anna Stos-Gale ist Kernphysikerin und Archäometallurgin. Sie ist eine wissenschaftliche Pionierin und Expertin auf dem Gebiet der auf die Archäologie angewandten Bleiisotopenanalyse, einer wissenschaftlichen Methode, die zur Verknüpfung archäologischer Objekte mit ihren mineralischen Rohstoffen eingesetzt wird. Damit leistet sie einen wichtigen Beitrag zum Verständnis der antiken Wirtschafts- und Handelsnetze.
Stos-Gale hat einen M.Sc. in angewandter Kernphysik der Universität für Wissenschaft und Technologie (AGH) in Krakau, einen D. Phil. der Universität Oxford (Christ Church College) und ein Zertifikat in Management der Oxford Brookes University. Sie ist zweisprachig und besitzt die polnische und die britische Staatsbürgerschaft.

## Werdegang
Stos-Gale erwarb einen Master-Abschluss in angewandter Kernphysik an der AGH Wissenschaftlich-Technische Universität Krakau und einem Doktortitel in Archäometrie an der Universität Oxford (Christ Church College). In den letzten Jahren des MSc-Studiums besuchte sie auch Kurse in Kunstgeschichte an der Jagiellonen-Universität Krakau und entwickelte ein Interesse an der Anwendung der Wissenschaft bei der Untersuchung antiker Artefakte. Ihre Masterthesis, die von Tadeusz Florkowski betreut wurde, basierte auf zerstörungsfreien energiedispersiven Röntgenfluoreszenzanalysen frühmittelalterlicher polnischer Silbermünzen. In Zusammenarbeit mit polnischen Wissenschaftlern veröffentlichte sie außerdem Forschungsarbeiten über die Zusammensetzung arabischer Dirhems, bemalte Keramik aus Bilcze Zlote und Pigmente in Inkunabeln aus der Sammlung des Karmeliterklosters in Krakau. In den Jahren 1974 und 1975 nahm sie an Archäometrie-Symposien in Oxford und Edinburgh teil, wo sie ihre Forschungsergebnisse präsentierte. Für ihre Dissertation zum Thema Application of lead isotope analysis to provenance studies in archaeology erhielt sie den Doktortitel in Science Applied to Archaeology an der Universität.

## Beitrag zur Anwendung von Bleiisotopen und chemischen Analysen in der Archäometrie
1977 erhielt sie ein Stipendium des British Council, um im Forschungslabor für Archäologie und Kunstgeschichte an der Universität Oxford weitere Fachkenntnisse auf diesem Gebiet zu erwerben. Dort lernte sie Noël H. Gale (1931–2014) kennen, der Pionierarbeit bei der Anwendung der Bleiisotopenanalyse in der Archäometallurgie leistete. Von 1977 bis 2002 führte sie gemeinsam mit Gale Forschungsprojekte an der Universität Oxford durch, um die Bleiisotopenanalyse zu einer systematischen Methode für die Identifizierung der Quellen bronzezeitlicher Metalle zu entwickeln, die entscheidend zum Verständnis des bronzezeitlichen Metallhandels in Europa beitrug.
Zusammen mit Gale gründeten sie in Oxford das erste Forschungslabor für Massenspektrometrie, das sich mit der Herkunft von Bleiisotopen in archäologischen und historischen Materialien befasst: Das Oxford Isotrace Laboratory. Die Bleiisotopenmethode zur Identifizierung der Rohstoffquellen von Metallen, die für antike Artefakte verwendet wurden, erfordert Vergleiche zwischen den Zusammensetzungen von Metallen und Erzen, so dass diese Forschung auch umfangreiche Untersuchungen von Kupfer-, Blei- und Silbermineralisationen in Griechenland, Zypern, Sardinien, Bulgarien und Südostspanien umfasste. Derzeit arbeitet sie auch mit Archäologen aus Cambridge (UK), Polen, Deutschland, Griechenland und anderen Ländern zusammen. Im Jahr 2009 richtete Stos-Gale eine frei zugängliche Bleiisotopen- und Zusammensetzungsdatenbank für alle im Isotrace-Labor gewonnenen Daten ein, die OXALID-Datenbank. Die weithin verfügbare digitale Datenbank von europäischen Erzen und bronzezeitlichen Metallartefakten umfasst mehrere tausend Datensätze.
Stos-Gale unterrichtete Archäologie in Kursen an der Universität Oxford. Zu dieser Zeit waren die Archäologen in Oxford unter dem Dach des Komitees für Archäologie vereint, dessen Assistentin sie zwischen 1993 und 1995 war. Auf Anregung des Vorsitzenden dieses Komitees, Barry Cunliffe, initiierte und pflegte sie die Informationsbroschüre „Who is who in Archaeology at Oxford“.

## Zusammenarbeit mit der Universität Göteborg
Seit 2012 arbeitet sie mit Johan Ling vom Historical Studies Department der Universität Göteborg an Forschungsprojekten, die den Handel und die Versorgung mit Metallen im bronzezeitlichen Skandinavien und die Rolle skandinavischer Händler in den Kupfernetzwerken Europas im 2. Jahrtausend v. Chr. Sie brachte in diese Forschungen ihre Expertise zur Interpretation von Bleiisotopen und chemischen Analysen von Metallen sowie ihre praktische Erfahrung mit antiken Bergbau- und Metallverhüttungsstätten in Europa ein. Derzeit arbeitet sie auch mit Archäologen aus Cambridge (UK), Polen, Deutschland, Griechenland und anderen Ländern zusammen.
Ab 2021 hat sie sich dem Team der Universität Göteborg unter der Leitung von Johan Ling und Serena Sabatini angeschlossen, um die Rolle der Iberischen Halbinsel und Sardiniens im bronzezeitlichen Metallhandel zu untersuchen. Titel der Forschungsprojekte sind The missing link? Sardinia and the Bronze Age metal trade between Scandinavia, Atlantic Europe and the Mediterranean und Maritime encounters.

## EU-Forschungsförderung – Beratung und Projekte
In den Jahren 2002 bis 2012 war sie an der University of Surrey als Expert Advisor für die EU-Forschungsförderung tätig. Sie wird noch immer regelmäßig von der Europäischen Kommission als Expert Evaluator und stellvertretende Vorsitzende für das Marie-Curie-Programm und das Horizon-Programm beauftragt und in deren Expertenliste geführt. In den Jahren 2004 bis 2006 leitete sie ein von der EU finanziertes Regionalentwicklungsprojekt mit dem Titel Bridging business and science (Brückenschlag zwischen Wirtschaft und Wissenschaft), das darauf abzielte, neue Geschäftsideen von Forschern an den Hochschulen mit der Industrie zusammenzubringen. Dieses Projekt wurde in Zusammenarbeit mit Experten in Wissenschaftstransfer der Universitäten in Eindhoven, Bologna, Cordoba und der Jagiellonen-Universität in Krakau durchgeführt.

## Vorträge
Stos-Gale hat auf zahlreichen Konferenzen bzw. Symposien und bei anderen Gelegenheiten Vorträge gehalten. Viele davon wurden in Tagungsbänden veröffentlicht. Jüngste Anlässe: Im Juli 2023 wurde sie eingeladen, einen Vortrag auf einem von der EU geförderten Symposium zur frühen Metallurgie auf der Insel Sifnos zu halten, im Februar 2023 auf einem Workshop im Deutschen Bergbau-Museum Bochum zu GlobaLID, einer OXALID nachfolgenden FAIRen Bleiisotopendatenbank und GlobaLID, 2022 auf einer Konferenz in Sardinien (virtuell), in 2019 in Athen auf einer vom Demokritos-Institut organisierten Konferenz, in 2018 zu einem Vortrag im Museum Olsztyn in Polen.

## Publikationen
Stos-Gale hat über 150 Artikel und Kapitel in Büchern veröffentlicht. Ausgewählte Publikationen:
- Noël H. Gale, Zofia Anna Stos-Gale: Bronze Age Copper Sources in the Mediterranean: A new approach. In: Science. 1982. Vol. 216. S. 11–19.
- Noël H. Gale, Zofia Anna Stos-Gale: Zur Herkunft der Kupferbarren aus dem Schiffswrack von Uluburun und der spätbronzezeitliche Metallhandel im Mittelmeerraum. In: Das Schiff von Uluburun – Welthandel vor 3000 Jahren. Hrsg. U. Yalcin, C. Pulak. R. Slota. Bochum: Bergbau Museum 2005. S. 117–132.
- Stos-Gale, Z.A. and Gale, N.H. 2009. Metal provenancing using isotopes and the Oxford archaeological lead isotope database (OXALID). Archaeological and Anthropological Sciences, Volume 1, Number 3, S. 195–213.
- Stos-Gale, Z.A. 2014. Silver vessels in the Mycenaean Shaft Graves and their origin in the context of the metal supply in the Bronze Age Aegean. In: Eds. H. Meller, R. Risch and E. Pernicka. Metalle der Macht. Tagungen des Landesmuseums für Vorgeschichte, Halle. Band 11/I. S. 183–208
- Ling, J. Stos-Gale, Z., Grandin, L., Billström, K., Hjärthner-Holdar, E., Persson, P.-O. 2014. Moving metals II: provenancing Scandinavian Bronze Age artefacts by lead isotope and elemental analyses. Journal of Archaeological Science 41, S. 106–132.
- Ling, J. and Stos-Gale, Z.A. 2015. Representations of oxhide ingots in Scandinavian rock art: the sketchbook of a bronze age traveller? Antiquity 89/343, S. 191–209.
- Stos-Gale, Z.A. 2016. Bronze Age Metal Sources and the Movement of Metals between the Aegean and Anatolia. In: Martin Bartelheim, Barbara Horejs, Raiko Krauß (Edts.) Von Baden bis Troja, Ressourcennutzung, Metallurgie und Wissenstransfer. Oriental and European Archaeology, Volume 3, Verlag Marie Leidorf GmbH. Rahden/Westf. S. 375–398.
- Stos-Gale, Z.A. 2019. Lead isotopes and the origin of bronze artefacts. In J. Sobieraj ed. The origins of the Bronze Age in Warmia and Masuria revealed by scientific analyses. Muzeum Warmii i Mazur, Olsztyn. S. 83–118.
- Kowalski, Ł., Adamczak, K., Garbacz-Klempka, A., Degryse, P., Stos-Gale, Z., Kozicka, M, Chudziak, W., Krzyszowski, A., Jedynak, A. 2019. Back to the Eneolithic: Exploring the Rudki-type ornaments from Poland. Archaeol. Anthropol. Sci. 11(8): S. 4355–4377, doi:10.1007/s12520-019-00825-4.
- Nowak, K., Tarbay, J.G., Stos-Gale, Z.A., Derkowski, P., Sielicka, K. 2023. A complex case of trade in metals: The origin of copper used for artefacts found in one hoard from a Late Bronze Age Lusatian Urnfield Culture in Poland. Journal of Archaeological Science Reports, 49, doi:10.1016/j.jasrep.2023.103970.
- Brozio, J.P., Stos-Gale, Z. A., Müller, J., Müller Scheeßel, N., Schultrich, S., Fritsch, B. et al. (2023) The origin of Neolithic copper on the central Northern European plain and in Southern Scandinavia: Connectivities on a European scale. PLoS ONE 18(5): e0283007, doi:10.1371/journal.pone.0283007.